# Morti nel 1916
| Questa pagina contiene informazioni ricavate automaticamente dalle voci biografiche con l'ausilio del template Bio e di un bot. L'aggiornamento è periodico e automatico e ricostruisce completamente la pagina. Se manca una persona in questa lista, sei pregato di non aggiungerla, ma accertati piuttosto che la sua voce biografica contenga il template Bio e che i dati anagrafici siano correttamente compilati. Se il template Bio manca, inseriscilo tu stesso o, in alternativa, metti l'avviso {{tmp\|Bio}} che ne segnala la mancanza. Se i dati riportati sono sbagliati, correggi direttamente la voce biografica; le modifiche saranno visibili in questa lista entro pochi giorni. Per chiarimenti vedi il progetto biografie. La lista contiene solo le 658 persone che sono citate nell'enciclopedia e per le quali è stato implementato correttamente il template Bio. Pagina aggiornata al 18 ago 2025. |

## Gennaio(49)
- 1º gennaio - Vincenzo Zecca, scrittore, storico e archeologo italiano (n. 1832)
- 2 gennaio - Félix Sardá y Salvany, presbitero e scrittore spagnolo (n. 1841)
- 3 gennaio - Grenville M. Dodge, generale statunitense (n. 1831)
- 4 gennaio - Francis Charmes, giornalista, diplomatico e editore francese (n. 1848)
- 4 gennaio - Godefroid Kurth, storico belga (n. 1847)
- 5 gennaio - Sam Lucas, attore e cantante statunitense (n. 1850)
- 6 gennaio - Harold Bolingbroke Mudie, esperantista britannico (n. 1880)
- 7 gennaio - Anatolij Leonidovič Durov, circense russo (n. 1864)
- 7 gennaio - Alfredo Ilg, ingegnere svizzero (n. 1854)
- 8 gennaio - Rembrandt Bugatti, scultore italiano (n. 1884)
- 9 gennaio - Tadeusz Ajdukiewicz, pittore polacco (n. 1852)
- 10 gennaio - Guido Baccelli, medico e politico italiano (n. 1830)
- 10 gennaio - Cirillo VIII Geha, vescovo cattolico e patriarca cattolico siriano (n. 1840)
- 10 gennaio - Luigi Merello, imprenditore e politico italiano (n. 1849)
- 11 gennaio - Jacob Hilsdorf, fotografo tedesco (n. 1872)
- 11 gennaio - Mangkunegara VI, sovrano indonesiano (n. 1857)
- 13 gennaio - Victoriano Huerta, generale e politico messicano (n. 1850)
- 13 gennaio - Sergej Isaevič Utočkin, aviatore russo (n. 1876)
- 14 gennaio - Abdul Jalil di Perak, sovrano malese (n. 1869)
- 14 gennaio - Otto Ammon, antropologo tedesco (n. 1842)
- 14 gennaio - Idris Shah I di Perak, sovrano malese (n. 1849)
- 15 gennaio - Modest Il'ič Čajkovskij, drammaturgo e librettista russo (n. 1850)
- 15 gennaio - Luigi Crosio, pittore italiano (n. 1834)
- 15 gennaio - Giovanni Lucchini, politico italiano (n. 1842)
- 15 gennaio - Pavel Apollonovič Rovinskij, storico, slavista e etnografo russo (n. 1831)
- 15 gennaio - Illarion Ivanovič Voroncov-Daškov, politico e militare russo (n. 1837)
- 16 gennaio - Arnold Aletrino, medico, antropologo e scrittore olandese (n. 1858)
- 16 gennaio - Juana María Condesa Lluch, religiosa spagnola (n. 1862)
- 16 gennaio - Angelo Savoldi, architetto italiano (n. 1845)
- 17 gennaio - Marie Bracquemond, pittrice francese (n. 1840)
- 17 gennaio - Arthur V. Johnson, attore e regista statunitense (n. 1876)
- 17 gennaio - Domenico Maria Valensise, teologo e arcivescovo cattolico italiano (n. 1832)
- 18 gennaio - Romeo Depaoli, architetto italiano (n. 1876)
- 18 gennaio - Lorenzo Latorre, politico e militare uruguaiano (n. 1844)
- 19 gennaio - Alfred Wilhelm Dove, storico tedesco (n. 1844)
- 20 gennaio - Alessandro Centurini, politico italiano (n. 1830)
- 23 gennaio - Luigi Bertelli, pittore italiano (n. 1833)
- 23 gennaio - Annibale Marazio, giornalista e politico italiano (n. 1830)
- 24 gennaio - Isa Boletini, militare e politico albanese (n. 1864)
- 24 gennaio - John Bunyan Reeve, pastore protestante statunitense (n. 1831)
- 25 gennaio - Sandy McMahon, calciatore scozzese (n. 1870)
- 25 gennaio - Giovambattista Paternò del Toscano, politico italiano (n. 1847)
- 25 gennaio - Franz Schönaich, generale e politico austriaco (n. 1844)
- 26 gennaio - Camillo Finocchiaro Aprile, politico e giurista italiano (n. 1851)
- 27 gennaio - Cesare De Sanctis, compositore e direttore d'orchestra italiano (n. 1824)
- 30 gennaio - Joseph Jacobs, australiano (n. 1854)
- 30 gennaio - Clements Markham, esploratore, geografo e scrittore britannico (n. 1830)
- 30 gennaio - Emilio Treves, imprenditore, editore e giornalista italiano (n. 1834)
- 31 gennaio - August Michaelis, chimico tedesco (n. 1847)

## Febbraio(57)
- 1º febbraio - Federico Bernagozzi, pittore italiano (n. 1859)
- 1º febbraio - Guglielmo Vacca, magistrato e politico italiano (n. 1849)
- 1º febbraio - Şehzade Yusuf Izzeddin, principe ottomano (n. 1857)
- 3 febbraio - Paolo Gaidano, pittore italiano (n. 1861)
- 3 febbraio - Edoardo Talamo, politico italiano (n. 1858)
- 5 febbraio - Francesco Marconi, tenore italiano (n. 1855)
- 6 febbraio - Michele Cardella, vescovo cattolico italiano (n. 1845)
- 6 febbraio - Rubén Darío, poeta, giornalista e diplomatico nicaraguense (n. 1867)
- 6 febbraio - Isala Van Diest, medica e attivista belga (n. 1842)
- 7 febbraio - Archibald Hay-Drummond, XIII conte di Kinnoull, nobile e ufficiale britannico (n. 1855)
- 7 febbraio - Ludwika Szczęsna, religiosa polacca (n. 1863)
- 8 febbraio - Gustav Falke, poeta e scrittore tedesco (n. 1853)
- 9 febbraio - Luigi Loir, pittore e illustratore francese (n. 1845)
- 11 febbraio - Joseph Villevieille, pittore e docente francese (n. 1829)
- 12 febbraio - Guglielmo Calderini, architetto italiano (n. 1837)
- 12 febbraio - Richard Dedekind, matematico tedesco (n. 1831)
- 12 febbraio - Pietro Grocco, medico e politico italiano (n. 1856)
- 12 febbraio - Lodovico Nabruzzi, anarchico e giornalista italiano (n. 1846)
- 12 febbraio - Oskar Zwintscher, pittore e illustratore tedesco (n. 1870)
- 13 febbraio - Vilhelm Hammershøi, pittore danese (n. 1864)
- 14 febbraio - Mihalaki Georgiev, scrittore bulgaro (n. 1854)
- 14 febbraio - Fred Hendschel, nuotatore statunitense (n. 1879)
- 14 febbraio - Matthew Ridley, II visconte Ridley, nobile e politico inglese (n. 1874)
- 15 febbraio - Pierre Chappuis, fisico svizzero (n. 1855)
- 15 febbraio - Demetrio Conti, patriota italiano (n. 1837)
- 15 febbraio - Francesco Pandolfini, baritono italiano (n. 1836)
- 15 febbraio - Maria Plozner Mentil, italiana (n. 1884)
- 15 febbraio - William Turner, anatomista e antropologo inglese (n. 1832)
- 16 febbraio - Giorgio Gennaro, presbitero italiano (n. 1866)
- 16 febbraio - Georg von Oettingen, oculista tedesco (n. 1824)
- 17 febbraio - Lodovico Oberziner, letterato, bibliotecario e archivista italiano (n. 1856)
- 18 febbraio - Luigi Bailo, militare e aviatore italiano (n. 1882)
- 18 febbraio - Alfredo Barbieri, aviatore e militare italiano (n. 1869)
- 18 febbraio - Bonaventura da Calangianus, religioso italiano (n. 1831)
- 18 febbraio - Ernst Mohr, ginnasta e multiplista tedesco (n. 1877)
- 18 febbraio - Enrico Rossi, pittore italiano (n. 1858)
- 19 febbraio - Bob Benson, calciatore inglese (n. 1883)
- 19 febbraio - Louis-Joseph-Raphaël Collin, pittore francese (n. 1850)
- 19 febbraio - Ernst Mach, fisico e filosofo austriaco (n. 1838)
- 20 febbraio - Klas Pontus Arnoldson, politico, giornalista e scrittore svedese (n. 1844)
- 20 febbraio - Giovanni Sbriglia, tenore italiano (n. 1832)
- 21 febbraio - Karl Begas, scultore tedesco (n. 1845)
- 21 febbraio - Giuseppe Magini, medico italiano (n. 1851)
- 21 febbraio - Hermann von Rohden, educatore e archeologo tedesco (n. 1852)
- 22 febbraio - Émile Driant, scrittore e militare francese (n. 1855)
- 22 febbraio - Albert Jenicot, calciatore francese (n. 1885)
- 23 febbraio - Charles Ericksen, lottatore norvegese (n. 1875)
- 23 febbraio - Domenico Lovisato, geologo e paleontologo italiano (n. 1842)
- 23 febbraio - Hugo von Pohl, ammiraglio tedesco (n. 1855)
- 24 febbraio - Giovanni Abignente, giurista e politico italiano (n. 1854)
- 24 febbraio - Guido Nobili, scrittore italiano (n. 1850)
- 26 febbraio - Tomasa Ortiz Real, religiosa spagnola (n. 1842)
- 27 febbraio - Ugo Balzani, storico italiano (n. 1847)
- 28 febbraio - Henry James, scrittore e critico letterario statunitense (n. 1843)
- 29 febbraio - Christian Beck, scrittore e poeta belga (n. 1879)
- 29 febbraio - Ferruccio Benini, attore teatrale italiano (n. 1854)
- 29 febbraio - Francesco Taddei, falsario e criminale sammarinese (n. 1834)

## Marzo(41)
- 1º marzo - Benjamín Argumedo, generale messicano (n. 1874)
- 1º marzo - Denis Gavini, politico e avvocato francese (n. 1820)
- 1º marzo - Henry Wolf, incisore francese (n. 1852)
- 2 marzo - Elisabetta di Wied, sovrana rumena (n. 1843)
- 3 marzo - George Huntington, medico statunitense (n. 1850)
- 4 marzo - Franz Marc, pittore tedesco (n. 1880)
- 6 marzo - James Key Caird, imprenditore scozzese (n. 1837)
- 9 marzo - Ronald Gower, scultore, scrittore e politico britannico (n. 1845)
- 9 marzo - Arnold Spencer-Smith, presbitero, esploratore e fotografo britannico (n. 1883)
- 9 marzo - Anton Egorovič Zal'ca, generale e nobile russo (n. 1843)
- 10 marzo - Sámuel Teleki, esploratore austro-ungarico (n. 1845)
- 11 marzo - Augusta Eugenia di Urach, nobile tedesca (n. 1842)
- 11 marzo - Eliza Amelia Gore, nobildonna inglese
- 11 marzo - Erasmus Darwin Leavitt, ingegnere meccanico e inventore statunitense (n. 1836)
- 12 marzo - Marie von Ebner-Eschenbach, scrittrice austriaca (n. 1830)
- 13 marzo - Ján Bahýľ, ingegnere, inventore e pioniere dell'aviazione slovacco (n. 1856)
- 13 marzo - Carlo Bazzi, militare italiano (n. 1883)
- 14 marzo - Édouard Geynet, tiratore a volo francese (n. 1867)
- 17 marzo - Salvatore Salomone Marino, etnologo, medico e scrittore italiano (n. 1847)
- 18 marzo - Karl Gölsdorf, ingegnere austriaco (n. 1861)
- 18 marzo - Ettore Pizzorni, ufficiale italiano (n. 1865)
- 19 marzo - Girolamo Maria Gotti, cardinale e arcivescovo cattolico italiano (n. 1834)
- 19 marzo - Vasilij Ivanovič Surikov, pittore russo (n. 1848)
- 20 marzo - Ota Benga, congolese (Repubblica Democratica del Congo) (n. 1883)
- 21 marzo - Cole Younger, pistolero statunitense (n. 1844)
- 21 marzo - Bonaventura Zumbini, critico letterario e politico italiano (n. 1836)
- 22 marzo - Christian Griepenkerl, pittore tedesco (n. 1839)
- 22 marzo - Harry Handworth, regista e attore statunitense (n. 1878)
- 22 marzo - Giacomo Merizzi, arcivescovo cattolico italiano (n. 1834)
- 23 marzo - Jules Gravereaux, botanico francese (n. 1844)
- 23 marzo - Bruno Keil, filologo classico tedesco (n. 1859)
- 24 marzo - Herman Gesellius, architetto finlandese (n. 1874)
- 24 marzo - Enrique Granados, compositore e pianista spagnolo (n. 1867)
- 25 marzo - Augusto Gaudenzi, storico e giurista italiano (n. 1858)
- 27 marzo - Michele Vitali Mazza, militare italiano (n. 1895)
- 28 marzo - Georg Hirth, scrittore, giornalista e editore tedesco (n. 1841)
- 28 marzo - Emily Woodruff, arciera statunitense (n. 1846)
- 29 marzo - Vincenzo Franceschini, vescovo cattolico italiano (n. 1844)
- 30 marzo - Juan José Carrillo, politico statunitense (n. 1842)
- 30 marzo - Wells Cooke, ornitologo statunitense (n. 1858)
- 31 marzo - Giuseppe Avarna, ambasciatore e politico italiano (n. 1843)

## Aprile(41)
- 1º aprile - Gabrielle Petit, infermiera e partigiana belga (n. 1893)
- 1º aprile - Heinrich Rehm, micologo tedesco (n. 1828)
- 3 aprile - Luigi Bresciani, aviatore e militare italiano (n. 1888)
- 4 aprile - Albert Atterberg, chimico e scienziato svedese (n. 1846)
- 4 aprile - Gioacchino Di Marzo, gesuita, bibliografo e storico dell'arte italiano (n. 1839)
- 4 aprile - Gina Krog, politica, insegnante e editrice norvegese (n. 1847)
- 4 aprile - Max Lewandowsky, neurologo tedesco (n. 1876)
- 5 aprile - Giacomo Costa, armatore e imprenditore italiano (n. 1836)
- 5 aprile - Maksim Maksimovič Kovalevskij, storico, sociologo e politico russo (n. 1851)
- 7 aprile - Giovanni Bettolo, politico e ammiraglio italiano (n. 1846)
- 8 aprile - Fredrik Idestam, ingegnere e imprenditore finlandese (n. 1838)
- 10 aprile - Giuseppe Pitrè, scrittore, medico e letterato italiano (n. 1841)
- 10 aprile - Pavel Adamovič Pleve, militare russo (n. 1850)
- 11 aprile - Richard Harding Davis, giornalista e scrittore statunitense (n. 1864)
- 11 aprile - Harald Hirschsprung, medico danese (n. 1830)
- 11 aprile - Henri Vaugeois, filosofo e politico francese (n. 1864)
- 13 aprile - Federico Di Palma, giornalista, dirigente sportivo e politico italiano (n. 1869)
- 15 aprile - Auguste Barth, orientalista, storico delle religioni e epigrafista francese (n. 1834)
- 16 aprile - Ludwig Opel, imprenditore e giurista tedesco (n. 1880)
- 16 aprile - George Wilbur Peck, politico, militare e editore statunitense (n. 1840)
- 17 aprile - Diego Porro, organaro italiano (n. 1856)
- 19 aprile - Karl Braunsteiner, calciatore austriaco (n. 1891)
- 19 aprile - Colmar von der Goltz, generale e scrittore tedesco (n. 1843)
- 20 aprile - Claudio Casanova, calciatore italiano (n. 1895)
- 21 aprile - John Surratt, agente segreto statunitense (n. 1844)
- 23 aprile - Enrico Follis, calciatore italiano (n. 1893)
- 23 aprile - Gustav Albert Schwalbe, antropologo tedesco (n. 1844)
- 24 aprile - Émile Jungfleisch, chimico francese (n. 1839)
- 25 aprile - Otto Joel, banchiere e dirigente d'azienda prussiano (n. 1856)
- 25 aprile - Giovanni Battista Tonini, militare e patriota italiano (n. 1882)
- 26 aprile - Francesco Bassani, geologo, paleontologo e ittiologo italiano (n. 1853)
- 26 aprile - Jules Martelet, pittore francese (n. 1843)
- 26 aprile - Mário de Sá-Carneiro, poeta e drammaturgo portoghese (n. 1890)
- 27 aprile - Bruno Schmitz, architetto tedesco (n. 1858)
- 27 aprile - Filippo Vallino, medico e botanico italiano (n. 1847)
- 28 aprile - José Tolosa y Carreras, scacchista e compositore di scacchi spagnolo (n. 1846)
- 29 aprile - Lestocq Robert Erskine, tennista britannico (n. 1857)
- 29 aprile - Jørgen Pedersen Gram, matematico danese (n. 1850)
- 29 aprile - Alois Meichsner von Meichsenau, ingegnere e architetto croato (n. 1847)
- 30 aprile - Salvatore Parpaglia, avvocato e politico italiano (n. 1831)
- 30 aprile - Paul Schlenther, critico teatrale, regista teatrale e drammaturgo tedesco (n. 1854)

## Maggio(64)
- 1º maggio - William Foulke, calciatore britannico (n. 1874)
- 3 maggio - Tom Clarke, rivoluzionario irlandese (n. 1858)
- 3 maggio - Patrick Pearse, letterato e poeta irlandese (n. 1879)
- 3 maggio - Enrico Risi, pittore e decoratore italiano (n. 1856)
- 3 maggio - Otto Friedrich Bernhard von Linstow, zoologo tedesco (n. 1842)
- 4 maggio - Giovan Battista Pastine, militare italiano (n. 1874)
- 4 maggio - Hector-Irénée Sévin, cardinale e arcivescovo cattolico francese (n. 1852)
- 5 maggio - John MacBride, rivoluzionario irlandese (n. 1868)
- 5 maggio - Maurice Raoul-Duval, giocatore di polo francese (n. 1877)
- 6 maggio - Hans Chiari, patologo austriaco (n. 1851)
- 6 maggio - Vincenzo Filonardi, politico e militare italiano (n. 1853)
- 6 maggio - William Lewis, arbitro di calcio e allenatore di calcio inglese (n. 1860)
- 7 maggio - Edmund Harbitz, avvocato e politico norvegese (n. 1861)
- 8 maggio - Arthur Legrand, politico e avvocato francese (n. 1833)
- 8 maggio - Æneas Mackintosh, esploratore e navigatore britannico (n. 1879)
- 9 maggio - Max Kurzweil, pittore e incisore austriaco (n. 1867)
- 10 maggio - Luigi Piglione, militare italiano (n. 1866)
- 10 maggio - Giovanni Ruggia, militare italiano (n. 1830)
- 11 maggio - Max Reger, compositore, organista e pianista tedesco (n. 1873)
- 11 maggio - Karl Schwarzschild, matematico, astronomo e astrofisico tedesco (n. 1873)
- 11 maggio - Charles de Tricornot de Rose, militare e aviatore francese (n. 1876)
- 12 maggio - James Connolly, sindacalista, rivoluzionario e patriota irlandese (n. 1868)
- 12 maggio - Seán Mac Diarmada, rivoluzionario irlandese (n. 1883)
- 13 maggio - Margaret Benson, scrittrice e egittologa inglese (n. 1865)
- 13 maggio - Clara Louise Kellogg, soprano statunitense (n. 1842)
- 13 maggio - Sholem Aleichem, scrittore e drammaturgo ucraino (n. 1859)
- 16 maggio - Giovanni Battista De Gasperi, geografo, geologo e speleologo italiano (n. 1892)
- 16 maggio - Ana Rech, italiana (n. 1828)
- 16 maggio - Thomas Troward, scrittore e filosofo britannico (n. 1847)
- 17 maggio - Umberto Cerboni, militare italiano (n. 1891)
- 17 maggio - Mary Everest Boole, matematica e filosofa britannica (n. 1832)
- 18 maggio - Chen Qimei, politico, attivista e rivoluzionario cinese (n. 1878)
- 18 maggio - Felice Chiarle, militare italiano (n. 1871)
- 19 maggio - Georges Boillot, pilota automobilistico e aviatore francese (n. 1884)
- 19 maggio - Damiano Chiesa, militare e patriota italiano (n. 1894)
- 19 maggio - Paolo Ferrario, militare italiano (n. 1883)
- 20 maggio - Apollonio Di Bilio, pittore italiano (n. 1885)
- 20 maggio - Johannes Otto Kehr, chirurgo tedesco (n. 1862)
- 20 maggio - Corrado Venini, militare italiano (n. 1880)
- 21 maggio - Artúr Görgei, patriota, chimico e ufficiale ungherese (n. 1818)
- 21 maggio - Guido Menzinger, militare italiano (n. 1867)
- 21 maggio - Ignazio Salaris, militare italiano (n. 1892)
- 21 maggio - Felix Tekusch, calciatore austriaco (n. 1889)
- 24 maggio - Giulio Ascoli, medico italiano (n. 1870)
- 26 maggio - Antonio Sertoli, militare italiano (n. 1894)
- 27 maggio - Joseph Simon Gallieni, generale francese (n. 1849)
- 28 maggio - Ivan Franko, poeta, scrittore e giornalista ucraino (n. 1856)
- 28 maggio - Albert Lavignac, teorico della musica e compositore francese (n. 1846)
- 29 maggio - James J. Hill, imprenditore, generale e agente segreto statunitense (n. 1838)
- 29 maggio - Jan Otto, editore cecoslovacco (n. 1841)
- 30 maggio - Kaspar Decurtins, sociologo, storiografo e politico svizzero (n. 1855)
- 30 maggio - Adolph Frank, chimico, ingegnere e imprenditore tedesco (n. 1834)
- 30 maggio - Nikolaj Kynin, calciatore russo (n. 1890)
- 30 maggio - Carlo Stuparich, scrittore e patriota italiano (n. 1894)
- 31 maggio - Robert Keith Arbuthnot, ammiraglio britannico (n. 1864)
- 31 maggio - Stanley Venn Ellis, militare e marinaio britannico (n. 1875)
- 31 maggio - Louis-Marie Faudacq, artista francese (n. 1840)
- 31 maggio - Francis Harvey, militare britannico (n. 1873)
- 31 maggio - Horace Hood, ammiraglio britannico (n. 1870)
- 31 maggio - Egisto Lancerotto, pittore italiano (n. 1847)
- 31 maggio - Nicola Nisco, militare italiano (n. 1896)
- 31 maggio - Harry Pennell, militare e esploratore britannico (n. 1882)
- 31 maggio - Cecil Irby Prowse, militare britannico (n. 1866)
- 31 maggio - Charles Fitzgerald Sowerby, militare britannico (n. 1866)

## Giugno(47)
- 1º giugno - Leopoldo Antonini, calciatore italiano
- 2 giugno - Carlo Bertolazzi, commediografo e critico teatrale italiano (n. 1870)
- 2 giugno - Raffaele Faccioli, pittore italiano (n. 1845)
- 2 giugno - Antonio Trua, militare italiano (n. 1880)
- 2 giugno - Paul von Bruns, chirurgo tedesco (n. 1846)
- 3 giugno - Teodoro Capocci, militare italiano (n. 1894)
- 3 giugno - Sofia Fuoco, danzatrice italiana (n. 1829)
- 5 giugno - Horatio Herbert Kitchener, I conte Kitchener, generale britannico (n. 1850)
- 6 giugno - Alfonso Samoggia, militare italiano (n. 1893)
- 6 giugno - Yuan Shikai, politico e militare cinese (n. 1859)
- 7 giugno - Émile Faguet, critico letterario francese (n. 1847)
- 8 giugno - Luigi Accattatis, storico e lessicografo italiano (n. 1838)
- 8 giugno - Guido Brunner, militare italiano (n. 1893)
- 8 giugno - Paolo Ruini, calciatore italiano (n. 1893)
- 9 giugno - Luigi Cigersa, militare italiano (n. 1866)
- 10 giugno - Antonio Calderoni, militare italiano (n. 1888)
- 10 giugno - Marcello Prestinari, militare italiano (n. 1847)
- 11 giugno - Ladislaus von Szögyény-Marich, diplomatico e politico austriaco (n. 1841)
- 11 giugno - Jean Webster, scrittrice statunitense (n. 1876)
- 15 giugno - Gustav Maršal Petrovský, scrittore e giornalista slovacco (n. 1862)
- 16 giugno - Victor Delbos, filosofo e storico della filosofia francese (n. 1862)
- 16 giugno - Giovanni Grion, militare e patriota italiano (n. 1890)
- 16 giugno - Giuseppe Rusca, militare italiano (n. 1892)
- 17 giugno - Samu Fóti, ginnasta ungherese (n. 1890)
- 17 giugno - Giovanni Tamiotti, militare italiano (n. 1831)
- 18 giugno - Max Immelmann, aviatore tedesco (n. 1890)
- 18 giugno - Helmuth Johann Ludwig von Moltke, generale tedesco (n. 1848)
- 18 giugno - Guido Romano, ginnasta italiano (n. 1887)
- 22 giugno - Yoshio Tanaka, botanico giapponese (n. 1838)
- 23 giugno - Nedeljko Čabrinović, rivoluzionario serbo (n. 1895)
- 23 giugno - Oscar Chilesotti, musicologo e liutaio italiano (n. 1848)
- 23 giugno - Carlo Giordana, militare italiano (n. 1865)
- 23 giugno - Maurice Vinot, attore francese (n. 1888)
- 25 giugno - Thomas Eakins, pittore, fotografo e scultore statunitense (n. 1844)
- 26 giugno - Leopold Kny, botanico tedesco (n. 1841)
- 27 giugno - Eugenio Di Maria, militare italiano (n. 1862)
- 27 giugno - Guido Negri, ufficiale italiano (n. 1888)
- 28 giugno - Brandolino Brandolini d'Adda, politico e militare italiano (n. 1878)
- 28 giugno - Ștefan Luchian, pittore rumeno (n. 1868)
- 28 giugno - Christian Luerssen, botanico tedesco (n. 1843)
- 28 giugno - Giacinto Vicinanza, militare italiano (n. 1882)
- 29 giugno - Paolo Capasso, militare italiano (n. 1891)
- 29 giugno - Virgilio Fossati, calciatore e allenatore di calcio italiano (n. 1891)
- 29 giugno - Georges Lacombe, pittore e scultore francese (n. 1868)
- 29 giugno - Edoardo Suarez, militare italiano (n. 1869)
- 30 giugno - Gaston Maspero, egittologo francese (n. 1846)
- 30 giugno - Giordano Ottolini, militare italiano (n. 1893)

## Luglio(62)
- 1º luglio - Pëtr Leont'evič Antonov, rivoluzionario russo (n. 1859)
- 1º luglio - Benigno Dalmazzo, calciatore italiano (n. 1895)
- 1º luglio - Evelyn Lintott, calciatore inglese (n. 1883)
- 1º luglio - Robert Somers-Smith, canottiere britannico (n. 1887)
- 2 luglio - Moše ben Rafael Attias, islamista e storico bosniaco (n. 1845)
- 2 luglio - Giuseppe Bossola, organista e imprenditore italiano (n. 1829)
- 2 luglio - Louis Maxson, arciere statunitense (n. 1855)
- 2 luglio - Michail Pomorcev, militare, ingegnere e meteorologo russo (n. 1851)
- 3 luglio - Lorenzo Gandolfo, militare italiano (n. 1878)
- 3 luglio - Hetty Green, imprenditrice statunitense (n. 1834)
- 3 luglio - Geremia Lomnyc'kyj, presbitero ucraino (n. 1860)
- 3 luglio - Ugo Niutta, aviatore e ufficiale italiano (n. 1880)
- 3 luglio - Arturo Pannilunghi, militare italiano (n. 1876)
- 3 luglio - Angelo Scatolone, militare italiano (n. 1887)
- 4 luglio - Alan Seeger, poeta e militare statunitense (n. 1888)
- 5 luglio - Friedrich Köhnlein, scacchista e compositore di scacchi tedesco (n. 1879)
- 5 luglio - Georges Lemmen, pittore e disegnatore belga (n. 1865)
- 5 luglio - Anton Wegscheider, calciatore austriaco (n. 1889)
- 6 luglio - Béla Békessy, schermidore ungherese (n. 1875)
- 6 luglio - Albert Fraenkel, medico tedesco (n. 1848)
- 6 luglio - Kyrillos II, arcivescovo ortodosso e politico cipriota (n. 1845)
- 6 luglio - Odilon Redon, pittore e incisore francese (n. 1840)
- 7 luglio - Jules Combarieu, musicologo francese (n. 1859)
- 7 luglio - William Philo, pugile britannico (n. 1882)
- 7 luglio - Pierre Six, calciatore francese (n. 1888)
- 7 luglio - Virginia Tedeschi-Treves, scrittrice e giornalista italiana (n. 1849)
- 8 luglio - Augustin Cochin, storico e sociologo francese (n. 1876)
- 8 luglio - Friedrich von Ilberg, militare tedesco (n. 1858)
- 9 luglio - Adolfo di Schaumburg-Lippe, nobile (n. 1859)
- 9 luglio - Hans Schmidt, calciatore tedesco (n. 1887)
- 9 luglio - Carlo Simoncini e Sady Serafini, militare sammarinese (n. 1892)
- 9 luglio - Bin Ueda, poeta, critico letterario e traduttore giapponese (n. 1874)
- 10 luglio - Enrico Garau, carabiniere italiano (n. 1895)
- 10 luglio - Raffaele Giua, carabiniere italiano (n. 1893)
- 12 luglio - Ettore Arculeo, poeta e letterato italiano (n. 1890)
- 12 luglio - Cesare Battisti, patriota e giornalista italiano (n. 1875)
- 12 luglio - Carlo Buccarella, militare italiano (n. 1896)
- 12 luglio - Fabio Filzi, patriota italiano (n. 1884)
- 12 luglio - Roberto Pontremoli, ufficiale e militare italiano (n. 1894)
- 12 luglio - James Sant, pittore inglese (n. 1820)
- 13 luglio - Nicolae Teclu, chimico e architetto rumeno (n. 1839)
- 14 luglio - Paolo Tolosetto Farinati degli Uberti, militare italiano (n. 1876)
- 16 luglio - Hermann Bosch, calciatore tedesco (n. 1891)
- 16 luglio - Enrico Crocini, politico italiano (n. 1839)
- 16 luglio - Il'ja Il'ič Mečnikov, biologo e immunologo ucraino (n. 1845)
- 17 luglio - Robert Graham Jr., attore statunitense (n. 1858)
- 18 luglio - Mite Kremnitz, scrittrice tedesca (n. 1852)
- 20 luglio - Ludvig Douglas, nobile e politico svedese (n. 1849)
- 20 luglio - Reinhard Sorge, scrittore e drammaturgo tedesco (n. 1892)
- 20 luglio - Salvatore Paola Verdura, avvocato e politico italiano (n. 1837)
- 21 luglio - Otto Parschau, aviatore tedesco (n. 1890)
- 22 luglio - James Whitcomb Riley, scrittore e poeta statunitense (n. 1849)
- 23 luglio - Elvidio Borelli, militare italiano (n. 1892)
- 23 luglio - William Ramsay, chimico scozzese (n. 1852)
- 24 luglio - Giulio Marvardi, pittore italiano (n. 1832)
- 25 luglio - Marija Aleksandrovna Blank, insegnante tedesca (n. 1835)
- 26 luglio - John Alexander Harvie-Brown, naturalista e ornitologo scozzese (n. 1844)
- 27 luglio - Karl Klindworth, pianista e editore musicale tedesco (n. 1830)
- 28 luglio - William Henry Power, medico britannico (n. 1842)
- 29 luglio - Emilio Baumann, allenatore di ginnastica italiano (n. 1843)
- 30 luglio - Antonio Devoto, imprenditore e banchiere italiano (n. 1832)
- 31 luglio - Fergus Suter, calciatore scozzese (n. 1857)

## Agosto(44)
- 1º agosto - Francesco Caprioli, politico italiano (n. 1833)
- 2 agosto - Vincenzo Ottorino Gentiloni, politico italiano (n. 1865)
- 2 agosto - Maria Eufrasia Iaconis, religiosa italiana (n. 1867)
- 2 agosto - Teodoro Mariani, canottiere italiano (n. 1882)
- 3 agosto - Roger Casement, diplomatico e attivista britannico (n. 1864)
- 4 agosto - Frédéric Janssoone, religioso francese (n. 1838)
- 4 agosto - Galeazzo Sommi Picenardi, ufficiale italiano (n. 1870)
- 5 agosto - Kyriakoulis Mavromichalis, politico greco (n. 1850)
- 6 agosto - Giovanni Bonomi, militare italiano (n. 1866)
- 6 agosto - Franz Eckert, compositore tedesco (n. 1852)
- 6 agosto - Antonio Telesca, militare italiano (n. 1894)
- 6 agosto - Enrico Toti, patriota, marinaio e inventore italiano (n. 1882)
- 6 agosto - Antonio D'Alì, politico italiano (n. 1860)
- 7 agosto - Cesare Colombo, militare italiano (n. 1889)
- 7 agosto - David McMurtrie Gregg, generale e diplomatico statunitense (n. 1833)
- 7 agosto - Maurice Salomez, mezzofondista francese (n. 1880)
- 8 agosto - Lily Braun, scrittrice e politica tedesca (n. 1865)
- 8 agosto - Yamaha Torakusu, imprenditore giapponese (n. 1851)
- 9 agosto - Guido Gozzano, poeta e scrittore italiano (n. 1883)
- 10 agosto - Charles Dawson, archeologo britannico (n. 1864)
- 10 agosto - Romolo Romani, pittore italiano (n. 1884)
- 10 agosto - Nazario Sauro, comandante marittimo e patriota italiano (n. 1880)
- 10 agosto - Giuseppe Sinigaglia, canottiere e militare italiano (n. 1884)
- 11 agosto - Mario Giuriati, calciatore e militare italiano (n. 1895)
- 11 agosto - Guido San Martino Valperga, politico italiano (n. 1834)
- 12 agosto - Nicola Tancredi Cartella, generale italiano (n. 1861)
- 14 agosto - Spiro Tipaldo Xidias, militare e avvocato italiano (n. 1887)
- 17 agosto - Umberto Boccioni, pittore, scultore e scrittore italiano (n. 1882)
- 17 agosto - Francesco Coppola Castaldo, pittore italiano (n. 1847)
- 17 agosto - Algernon Freeman-Mitford, I barone Redesdale, nobile, diplomatico e scrittore inglese (n. 1837)
- 17 agosto - Svetozár Hurban Vajanský, scrittore, critico letterario e politico slovacco (n. 1847)
- 17 agosto - Paul Koechlin, imprenditore e aviatore francese (n. 1881)
- 19 agosto - Emanuele di Salm-Salm, nobile (n. 1871)
- 21 agosto - Florio Marsili, canottiere e nuotatore italiano (n. 1887)
- 22 agosto - Pere Falqués, architetto spagnolo (n. 1850)
- 22 agosto - Victor Liotard, farmacista, esploratore e politico francese (n. 1858)
- 23 agosto - Serafín Avendaño Martínez, pittore spagnolo (n. 1838)
- 24 agosto - Charles George Herbermann, bibliotecario e docente tedesco (n. 1840)
- 24 agosto - Emilio Perrone, politico italiano (n. 1843)
- 24 agosto - Johann Pinggera, alpinista austriaco (n. 1837)
- 25 agosto - Antonio Edoardo Chinotto, generale italiano (n. 1858)
- 27 agosto - Petar Kočić, scrittore serbo (n. 1877)
- 29 agosto - Oskar Backlund, astronomo svedese (n. 1846)
- 30 agosto - Konstantin Žostov, generale bulgaro (n. 1867)

## Settembre(42)
- 3 settembre - Armand du Paty de Clam, ufficiale francese (n. 1853)
- 4 settembre - Fausto Pesci, aviatore e militare italiano
- 5 settembre - Gaetano Tacconi, politico italiano (n. 1829)
- 6 settembre - Ernest Jean Aimé, generale francese (n. 1858)
- 7 settembre - Alberto Cougnet, scrittore, giornalista e medico italiano (n. 1850)
- 7 settembre - Nicholas Morello, mafioso italiano (n. 1890)
- 9 settembre - Sydney Ayres, attore, regista e sceneggiatore statunitense (n. 1879)
- 10 settembre - Aldo Beltricco, militare italiano (n. 1892)
- 10 settembre - Friedrich Gernsheim, musicista e direttore d'orchestra tedesco (n. 1839)
- 10 settembre - Valentino Giaretta, calciatore italiano (n. 1893)
- 10 settembre - Lucy Walker, alpinista britannica (n. 1835)
- 11 settembre - Janet Achurch, attrice britannica (n. 1864)
- 11 settembre - Thomas Lemuel James, politico statunitense (n. 1831)
- 12 settembre - Henri Leclerc, cavaliere francese (n. 1872)
- 12 settembre - Bernhard Riedel, chirurgo tedesco (n. 1846)
- 12 settembre - Tito Troja, pittore italiano (n. 1847)
- 13 settembre - Karl Hanssen, calciatore tedesco (n. 1887)
- 14 settembre - Antonio Maria Bonito, arcivescovo cattolico italiano (n. 1852)
- 14 settembre - Pierre Duhem, filosofo, storico della scienza e fisico francese (n. 1861)
- 14 settembre - José Echegaray y Eizaguirre, matematico, drammaturgo e politico spagnolo (n. 1832)
- 14 settembre - Luigi Forlano, militare e calciatore italiano (n. 1884)
- 14 settembre - Ramiro Ginocchio, militare italiano (n. 1873)
- 14 settembre - Josiah Royce, filosofo statunitense (n. 1855)
- 15 settembre - Gabriel Deluc, pittore francese (n. 1883)
- 16 settembre - Hans Emil Alexander Gaede, generale tedesco (n. 1852)
- 16 settembre - Edmondo Matter, militare italiano (n. 1886)
- 17 settembre - Arthur Hoops, attore statunitense (n. 1870)
- 17 settembre - Seth Low, educatore e politico statunitense (n. 1850)
- 17 settembre - Achille Stennio, militare italiano (n. 1866)
- 18 settembre - Giuseppe Fagnano, presbitero e missionario italiano (n. 1844)
- 18 settembre - Angelo Scalenghe, direttore della fotografia italiano (n. 1888)
- 20 settembre - Guido Carocci, storico italiano (n. 1851)
- 20 settembre - August Leskien, linguista e filologo tedesco (n. 1840)
- 22 settembre - Auguste Donny, velista francese (n. 1851)
- 24 settembre - Enrico Pessina, giurista, filosofo e politico italiano (n. 1828)
- 25 settembre - Julius Fučík, compositore ceco (n. 1872)
- 25 settembre - Maddalena Mariani Masi, soprano italiano (n. 1850)
- 25 settembre - Silvestro Valenti, avvocato e storico italiano (n. 1865)
- 25 settembre - Kurt Wintgens, aviatore e ufficiale tedesco (n. 1894)
- 30 settembre - Fëdor Karlovič Avelan, ammiraglio e politico russo (n. 1839)
- 30 settembre - Nicolae Filipescu, politico romeno (n. 1862)
- 30 settembre - Justin Vialaret, calciatore francese (n. 1883)

## Ottobre(47)
- 1º ottobre - Carl Otto Løvenskiold, ufficiale e politico norvegese (n. 1839)
- 1º ottobre - Georges Martin, medico e politico francese (n. 1844)
- 2 ottobre - Dimčo Debeljanov, poeta bulgaro (n. 1887)
- 2 ottobre - Curt A. Stark, regista, attore e sceneggiatore tedesco (n. 1878)
- 3 ottobre - Vincenz Czerny, ginecologo e chirurgo tedesco (n. 1842)
- 3 ottobre - János Zichy, nobile e militare ungherese (n. 1834)
- 5 ottobre - Antonio Argenti, scultore italiano (n. 1845)
- 5 ottobre - Francesco Barbieri, militare italiano (n. 1894)
- 5 ottobre - Giuseppe Perrucchetti, generale italiano (n. 1839)
- 5 ottobre - Giovanni Battista Tassara, scultore e patriota italiano (n. 1841)
- 6 ottobre - Isidoro di San Giuseppe, religioso belga (n. 1881)
- 6 ottobre - Ferruccio Antonio Talentino, militare italiano (n. 1896)
- 7 ottobre - Leigh Richmond Roose, calciatore gallese (n. 1877)
- 8 ottobre - Lionello Caffaratti, militare e aviatore italiano (n. 1892)
- 9 ottobre - Julius von Wiesner, botanico tedesco (n. 1838)
- 9 ottobre - Julius Wiesner, calciatore austriaco (n. 1878)
- 10 ottobre - Torquato Cardelli, militare italiano (n. 1895)
- 10 ottobre - Hope Bridges Adams Lehmann, ginecologa tedesca (n. 1855)
- 10 ottobre - Raffaele Merelli, militare italiano (n. 1886)
- 10 ottobre - Antonio Sant'Elia, architetto e pittore italiano (n. 1888)
- 12 ottobre - Ipparco Baccich, patriota e militare italiano (n. 1890)
- 12 ottobre - Giuseppe Cangialosi, militare italiano (n. 1895)
- 12 ottobre - Severino Merli, militare italiano (n. 1891)
- 13 ottobre - Giovanni Spangher, banchiere, imprenditore e dirigente d'azienda italiano (n. 1852)
- 14 ottobre - Antonio Gioppi, militare italiano (n. 1863)
- 17 ottobre - Silvio Pettirossi, aviatore paraguaiano (n. 1887)
- 18 ottobre - Annibale Calini, patriota italiano
- 18 ottobre - Ignacio Pinazo Camarlench, pittore spagnolo (n. 1849)
- 19 ottobre - Iōannīs Fragkoudīs, tiratore a segno greco (n. 1863)
- 21 ottobre - Trifko Grabež, rivoluzionario serbo (n. 1895)
- 21 ottobre - Olindo Guerrini, poeta, scrittore e gastronomo italiano (n. 1845)
- 21 ottobre - Giuseppe Raggio, pittore italiano (n. 1823)
- 21 ottobre - Karl von Stürgkh, politico austriaco (n. 1859)
- 22 ottobre - Herbert Kilpin, allenatore di calcio e calciatore inglese (n. 1870)
- 23 ottobre - Joseph Beecham, dirigente d'azienda, imprenditore e politico britannico (n. 1848)
- 24 ottobre - Xu Jue, diplomatico cinese (n. 1843)
- 25 ottobre - William Merritt Chase, pittore statunitense (n. 1849)
- 25 ottobre - Giulio Cottrau, compositore italiano (n. 1831)
- 25 ottobre - Gérard Encausse, esoterista e medico francese (n. 1865)
- 26 ottobre - Francesco Caggiani, militare italiano (n. 1895)
- 27 ottobre - Hugo Süchting, scacchista tedesco (n. 1874)
- 28 ottobre - Oswald Boelcke, aviatore tedesco (n. 1891)
- 28 ottobre - Edoardo Driquet, generale, politico e agente segreto italiano (n. 1824)
- 30 ottobre - Peter Dodds McCormick, musicista scozzese (n. 1834)
- 31 ottobre - Tina Blau, pittrice austriaca (n. 1845)
- 31 ottobre - Huang Xing, generale cinese (n. 1874)
- 31 ottobre - Charles Taze Russell, predicatore statunitense (n. 1852)

## Novembre(53)
- 1º novembre - Giuseppe Beleno, militare italiano (n. 1863)
- 1º novembre - Enrico Benini, calciatore italiano (n. 1891)
- 1º novembre - Lucindo Faggin, militare italiano (n. 1887)
- 1º novembre - Edgar Alexander Mearns, chirurgo, ornitologo e naturalista statunitense (n. 1856)
- 1º novembre - Costantino Palmieri, militare italiano (n. 1894)
- 1º novembre - Franz von Thun und Hohenstein, nobile e politico boemo (n. 1847)
- 2 novembre - Domenico Picca, militare italiano (n. 1882)
- 4 novembre - René Fenouillière, calciatore francese (n. 1882)
- 5 novembre - Carlo Alfonso Buffa di Perrero, militare italiano (n. 1867)
- 5 novembre - Francesco Salesio Della Volpe, cardinale italiano (n. 1844)
- 7 novembre - Louis Midelair, schermidore francese (n. 1856)
- 7 novembre - Alberto Sussone, calciatore e militare italiano (n. 1891)
- 8 novembre - Cai E, generale, politico e rivoluzionario cinese (n. 1882)
- 8 novembre - Ernst Möller, calciatore tedesco (n. 1891)
- 10 novembre - Alfred Joseph Naquet, chimico e politico francese (n. 1834)
- 10 novembre - Giuseppe Riva, pittore italiano (n. 1834)
- 10 novembre - Walter Sutton, biologo statunitense (n. 1877)
- 12 novembre - Percival Lowell, astronomo statunitense (n. 1855)
- 12 novembre - Vasile Zottu, generale rumeno (n. 1853)
- 13 novembre - Frederick Septimus Kelly, canottiere britannico (n. 1881)
- 13 novembre - Ramon Picó i Campamar, poeta spagnolo (n. 1848)
- 13 novembre - Saki, scrittore britannico (n. 1870)
- 14 novembre - Henry George Jr., politico statunitense (n. 1862)
- 14 novembre - Maurice Ordonneau, drammaturgo e compositore francese (n. 1854)
- 15 novembre - Luis Muñoz Rivera, poeta, giornalista e politico portoricano (n. 1859)
- 15 novembre - Molly Elliot Seawell, scrittrice e storica statunitense (n. 1860)
- 15 novembre - Henryk Sienkiewicz, scrittore e giornalista polacco (n. 1846)
- 15 novembre - Heinrich von Tschirschky, diplomatico tedesco (n. 1858)
- 16 novembre - Antonio Curri, architetto, decoratore e pittore italiano (n. 1848)
- 17 novembre - Gennaro Minervini, prefetto, giornalista e politico italiano (n. 1847)
- 18 novembre - Giuseppe Faccin, pittore italiano (n. 1874)
- 18 novembre - August Lindberg, attore e regista teatrale svedese (n. 1846)
- 20 novembre - James Guillaume, scrittore e anarchico svizzero (n. 1844)
- 20 novembre - Ausano Labadini, patriota e funzionario italiano (n. 1844)
- 20 novembre - Filippo Pacelli, avvocato italiano (n. 1837)
- 21 novembre - Federico Carbonetti, cantante lirico italiano (n. 1854)
- 21 novembre - Francesco Giuseppe I d'Austria, sovrano austriaco (n. 1830)
- 22 novembre - Jack London, scrittore, giornalista e drammaturgo statunitense (n. 1876)
- 23 novembre - Charles Booth, sociologo britannico (n. 1840)
- 23 novembre - Carlo Cipolla, storico italiano (n. 1854)
- 23 novembre - Ernst Gaupp, anatomista tedesco (n. 1865)
- 23 novembre - Lanoe Hawker, militare e aviatore britannico (n. 1890)
- 23 novembre - Eduard Francevič Napravnik, compositore e direttore d'orchestra ceco (n. 1839)
- 24 novembre - Adelaide Maria di Anhalt-Dessau, principessa (n. 1833)
- 24 novembre - John Francis Barnett, compositore e docente britannico (n. 1837)
- 24 novembre - Hiram Stevens Maxim, inventore statunitense (n. 1840)
- 25 novembre - Giulio Canella, filosofo e militare italiano (n. 1882)
- 25 novembre - Inez Milholland, attivista e avvocata statunitense (n. 1886)
- 27 novembre - Carolina Invernizio, scrittrice italiana (n. 1851)
- 27 novembre - Pedro Vasena, imprenditore italiano (n. 1846)
- 27 novembre - Émile Verhaeren, poeta belga (n. 1855)
- 28 novembre - Martinus Theunis Steyn, politico sudafricano (n. 1857)
- 29 novembre - John Tebbutt, astronomo australiano (n. 1834)

## Dicembre(65)
- 1º dicembre - Charles de Foucauld, religioso francese (n. 1858)
- 2 dicembre - Francesco Doria d'Eboli, nobile e politico italiano (n. 1855)
- 2 dicembre - Francesco Paolo Tosti, compositore e cantante italiano (n. 1846)
- 3 dicembre - Erasmo Boschetti, militare italiano (n. 1870)
- 3 dicembre - Geoffrey Bache Smith, poeta britannico (n. 1894)
- 4 dicembre - Georg Heiß, calciatore austriaco (n. 1897)
- 5 dicembre - Augusta di Cambridge, nobildonna (n. 1822)
- 5 dicembre - Emilio Maraini, imprenditore e politico svizzero (n. 1853)
- 5 dicembre - Hans Richter, direttore d'orchestra austriaco (n. 1843)
- 6 dicembre - Eugen Dücker, pittore tedesco (n. 1841)
- 6 dicembre - Signe Hornborg, architetto finlandese (n. 1862)
- 7 dicembre - Luigi Sorricchio, archeologo e storico italiano (n. 1865)
- 8 dicembre - Germán Riesco, magistrato, avvocato e politico cileno (n. 1854)
- 9 dicembre - Aristide Claris, giornalista francese (n. 1843)
- 9 dicembre - Achille De Giovanni, medico e politico italiano (n. 1838)
- 9 dicembre - Émile Fisseux, arciere francese (n. 1862)
- 9 dicembre - Paul Leroy-Beaulieu, economista e saggista francese (n. 1843)
- 9 dicembre - Natsume Sōseki, scrittore giapponese (n. 1867)
- 9 dicembre - Théodule-Armand Ribot, psicologo francese (n. 1839)
- 10 dicembre - Antonio Lazzaro Fontana, calciatore italiano (n. 1892)
- 10 dicembre - Thomas Benjamin Kennington, pittore britannico (n. 1856)
- 10 dicembre - Ōyama Iwao, generale e politico giapponese (n. 1842)
- 11 dicembre - Oreste Bandini, generale italiano (n. 1860)
- 11 dicembre - Angelo Battelli, fisico e politico italiano (n. 1862)
- 12 dicembre - Jules Cantini, scultore e filantropo francese (n. 1826)
- 12 dicembre - Serafino Macchiati, pittore italiano (n. 1861)
- 12 dicembre - Leo Anton Carl de Ball, astronomo tedesco (n. 1853)
- 13 dicembre - Guido Bolognini, calciatore italiano
- 13 dicembre - Erulo Eroli, pittore italiano (n. 1854)
- 13 dicembre - Antonin Mercié, scultore e pittore francese (n. 1845)
- 15 dicembre - Wilhelmine von Hillern, attrice e scrittrice tedesca (n. 1836)
- 16 dicembre - Friedrich Ernst Dorn, fisico tedesco (n. 1848)
- 16 dicembre - Hugo Münsterberg, psicologo tedesco (n. 1863)
- 16 dicembre - Onorato da Biała, presbitero polacco (n. 1829)
- 16 dicembre - Edward Pierson Ramsay, ornitologo e naturalista australiano (n. 1842)
- 16 dicembre - Pietro Signorini, dirigente d'azienda italiano (n. 1871)
- 17 dicembre - Salvatore Buemi, scultore italiano (n. 1867)
- 17 dicembre - Carlo Giuseppe Cecchini, arcivescovo cattolico italiano (n. 1853)
- 17 dicembre - Giacinto Maria Cormier, religioso francese (n. 1832)
- 18 dicembre - Gaston Casimir Saint-Pierre, pittore francese (n. 1833)
- 18 dicembre - Nemesia Valle, religiosa italiana (n. 1847)
- 19 dicembre - Alois Beer, fotografo austriaco (n. 1840)
- 19 dicembre - Pietro Setacci, politico italiano (n. 1861)
- 19 dicembre - Thibaw Min, re birmano (n. 1859)
- 19 dicembre - Ercole Vidari, giurista italiano (n. 1836)
- 19 dicembre - Carl Wilhelm von Zehender, oculista tedesco (n. 1819)
- 20 dicembre - Ödön Rádl, giurista e scrittore rumeno (n. 1848)
- 20 dicembre - Henry Wallis, pittore, scrittore e collezionista d'arte inglese (n. 1830)
- 20 dicembre - Louis de Champsavin, cavaliere e militare francese (n. 1867)
- 21 dicembre - Daniel Oliver, botanico britannico (n. 1830)
- 23 dicembre - Napoleone Cozzi, alpinista, pittore e decoratore italiano (n. 1867)
- 25 dicembre - Solko van den Bergh, tiratore a segno olandese (n. 1854)
- 25 dicembre - Alberto Chmielowski, religioso polacco (n. 1845)
- 27 dicembre - Gustav Leffers, militare e aviatore tedesco (n. 1895)
- 28 dicembre - Tarleton Hoffman Bean, zoologo statunitense (n. 1846)
- 28 dicembre - Nicola Falconi, magistrato e politico italiano (n. 1834)
- 28 dicembre - Eduardo Morales Durillo, militare spagnolo (n. 1892)
- 28 dicembre - Eduard Strauss, compositore, direttore d'orchestra e arpista austriaco (n. 1835)
- 29 dicembre - Cleveland Abbe, astronomo e meteorologo statunitense (n. 1838)
- 30 dicembre - Josef Pospíšil, compositore di scacchi boemo (n. 1861)
- 30 dicembre - Grigorij Rasputin, religioso e mistico russo (n. 1869)
- 31 dicembre - Kazimierz Alchimowicz, pittore polacco (n. 1840)
- 31 dicembre - Alice Ball, chimica statunitense (n. 1892)
- 31 dicembre - Vittorio Calcina, regista e fotografo italiano (n. 1847)
- 31 dicembre - René Schützenberger, pittore francese (n. 1860)

## Senza giorno specificato(46)
- Selim Ahmed, siriano (n. 1897)
- Andrej Akimov, calciatore russo (n. 1890)
- Paul Allard, storico delle religioni francese (n. 1841)
- Negib Azoury, politologo, funzionario e scrittore libanese (n. 1873)
- Francesco Baglietto, medico e botanico italiano (n. 1826)
- Robert Henry Barnes, scacchista britannico (n. 1849)
- Max Bastelberger, entomologo e medico tedesco (n. 1851)
- Ernesto Bellandi, pittore, decoratore e illustratore italiano (n. 1842)
- Ercole Belloli, imprenditore italiano (n. 1832)
- Luigi Bernardi Patrizi, politico italiano (n. 1842)
- Casimir Bouis, politico e giornalista francese (n. 1841)
- Clementina Carrelli, pittrice e scultrice italiana (n. 1835)
- Matteo Cilento, pittore italiano (n. 1829)
- Léon Comerre, pittore e scultore francese (n. 1850)
- Ambrogio Dellachà, imprenditore e filantropo italiano (n. 1824)
- Ferdinand Fellner, architetto austriaco (n. 1847)
- Erennio Gammieri, compositore italiano (n. 1836)
- Alessandro Gazzoppi, calciatore italiano
- Heinrich Geffcken, giurista tedesco (n. 1865)
- Lua Getsinger, statunitense (n. 1871)
- Alfred Saint Hill Gibbons, esploratore britannico (n. 1859)
- Henri Harpignies, pittore francese (n. 1819)
- Victor Hayward, esploratore britannico
- Katō Hiroyuki, scrittore giapponese (n. 1836)
- Herbert Percy Horne, collezionista d'arte e storico dell'arte britannico (n. 1864)
- Giovanni Ippolito, militare italiano (n. 1881)
- Enrico Maionica, archeologo e epigrafista italiano (n. 1853)
- Giulio Marchetti, attore italiano (n. 1858)
- Hermann Martens, pistard tedesco (n. 1887)
- Fortunato Morestori, architetto italiano (n. 1880)
- John Singleton Mosby, militare statunitense (n. 1833)
- Ludwig Moser, artista austriaco (n. 1833)
- Mounet-Sully, attore francese (n. 1841)
- Guglielmo Nacciarone, pianista e compositore italiano (n. 1837)
- Ambrogio Necchi, imprenditore italiano (n. 1860)
- Luigi Perozzo, statistico e matematico italiano (n. 1856)
- Carlo Podrecca, avvocato e storico italiano (n. 1839)
- Valentin Rose, filologo classico tedesco (n. 1829)
- Georgios Theotokis, politico greco (n. 1844)
- Tancredi Tibaldi, saggista e scrittore italiano (n. 1851)
- Petko Todorov, scrittore, poeta e drammaturgo bulgaro (n. 1879)
- Nemesio Trejo, drammaturgo argentino (n. 1862)
- Ferruccio Varagnolo, liutaio italiano (n. 1880)
- Grimoaldo Varone, schermidore e maestro di scherma italiano (n. 1869)
- Adolf Weil, medico tedesco (n. 1848)
- Lidija Vissarionovna Zvereva, aviatrice russa (n. 1890)